# 罗斯·迈克康奈尔·朗
罗斯·迈克康奈尔·朗（英語：Rose McConnell Long，1892年4月8日—1970年5月27日），美国女性政治人物、曾任联邦参议员，为休伊·皮尔斯·朗之妻。
1935年，她的丈夫、时任路易斯安那州联邦参议员的休伊·朗被刺身亡后，她被任命为联邦参议员，也成为了参议院历史上第三任女性参议员。此后，她在1936年4月21日的一场特殊选举中获胜，以接替其丈夫完成余下的任期。不过她拒绝了在1936年11月参加选举以谋求连任。当时参议院中还有另一位女性参议员哈提·卡拉威，这也是参议院史上首次有两名女性参议员同时在任。
她的儿子拉塞尔·朗后来也和她与她丈夫一样，成为了路易斯安那州联邦参议员。

## 外部連結
- 罗斯·迈克康奈尔·朗－美國國會國家人物傳記大辭典
- Rose McConnell Long (1892-1970) （页面存档备份，存于） Find A Grave Memorial